# Idah Nabayiga
Idah Nabayiga (nascida em 14 de novembro de 1979) é uma política do Uganda e representante feminina do distrito de Kalangala no 10º Parlamento do Uganda. Ela também é membro do Movimento de Resistência Nacional, em cuja lista ela concorreu nas eleições gerais de 2016.

## Carreira
Idah Nabayiga formou-se como professora e no 10º Parlamento de Uganda, ela actua no Comité de Educação e Desporto.

## Controvérsia e activismo
Idah Nabayiga foi citada como um dos MPs do Movimento de Resistência Nacional que desafiou o presidente Yoweri Kaguta Museveni no imposto sobre o dinheiro móvel em 2018.
Uma pesquisa de jornal em 2017 listou Idah Nabayiga como um dos membros do Parlamento que votou contra o levantamento da Lei de Limite de Idade do Presidente. Ela teria recusado o voto por causa de um possível medo de linchamento por parte do seu eleitorado.
Ela também rejeitou a negação do Governo do Uganda sobre a brutalidade da Força de Defesa Popular do Uganda contra as comunidades piscatórias no Lago Victoria.

## Vida pessoal
Idah Nabayiga é casada.
Em 2016, ela sobreviveu a um acidente rodoviário quando um carro em que ela viajava capotou.